# Weteringschans

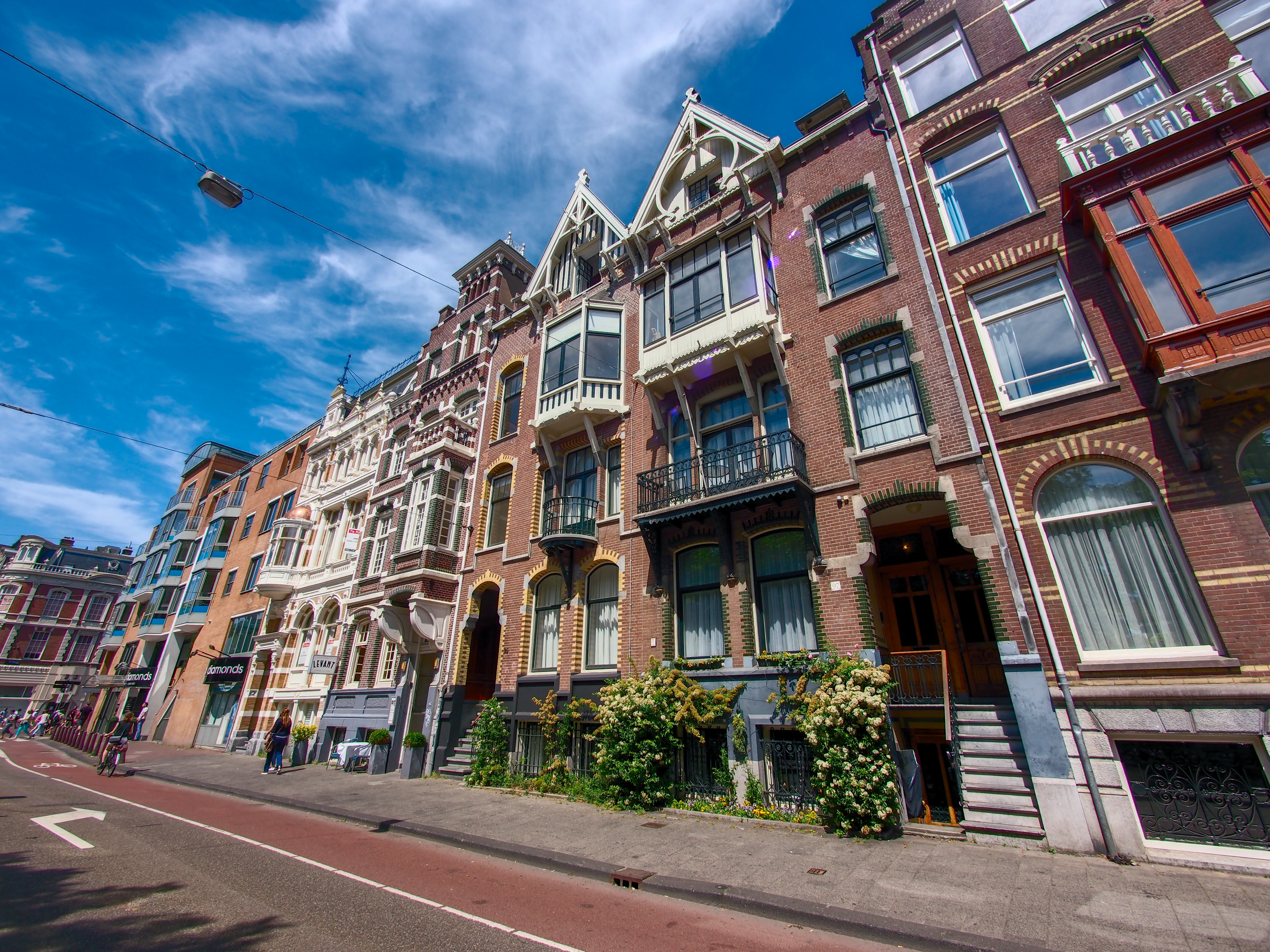
Le Weteringschans en 2017.

Le Weteringschans est une rue de la capitale néerlandaise Amsterdam. Situé dans l'arrondissement Centre, il relie les Kleine-Gartmanplantsoen (dans le prolongement de la Leidseplein) et Frederiksplein en desservant la Weteringplantsoen.
D'une longueur de 1,1 kilomètre, il traverse le sud de la Grachtengordel selon un axe est-ouest, parallèlement au Lijnbaansgracht au nord. Il permet le passage des lignes 1, 7 et 19 du tramway d'Amsterdam. Le Museumbrug (pont du Musée) rejoint la Stadhouderskade et le Rijksmuseum Amsterdam depuis le Weteringschans, dans le prolongement du Spiegelgracht.

## Histoire
Jusqu'en 1850, la rue, construite entre 1820 et 1840, portait simplement le nom de Schans (« rempart » en néerlandais). La partie du Schans située entre les Haarlemmerplein et Leidseplein est rebaptisée Marnixstraat en 1872, tandis que la partie située entre la Frederiksplein et le Nieuwe Vaart à l'est devient la Sarphatistraat. Les travaux entrepris par la municipalité en 2019 afin de réduire la place de la voiture dans la rue au profit des vélos et piétons doivent toucher à leur fin à l'horizon 2022.

## Bâtiments remarquables
Au numéro 6 de la rue se trouve le Paradiso, salle de concert amstellodamoise réputée, à l'est de la Max Euweplein. Aux numéros 29-31 se trouve le Barlaeus Gymnasium, descendant d'une école latine fondée en 1342 et de ce fait l'une des plus anciennes écoles des Pays-Bas.